# The Rocky Mountains, Lander's Peak
The Rocky Mountains, Lander's Peak (em português:As Montanhas Rochosas, Pico Lander) é uma pintura de paisagem a óleo feita pelo pintor teuto-estadunidense Albert Bierstadt em 1863. Ela é baseada em desenhos de Bierstadt feitos em suas viagens na expedição Honey Road Survey Party  de Frederick W. Lander em 1859. A pintura mostra o Pico Lander na Cordilheira Wyoming das  Montanhas Rochosas com um acampamento de Nativos Estadunidenses ao fundo. Ela foi comparada e exibida juntamente com a pintura The Heart of the Andes (em português: O Coração dos Andes) de Frederic Edwin Church. Lander's Peak imediatamente tornou-se um sucesso crítico e popular, sendo vendida pela quantia de vinte e cinco mil dólares em 1865.

## História

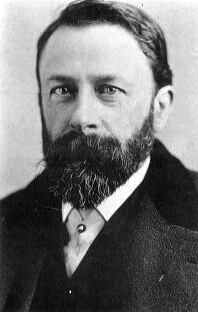
Albert Bierstadt, autor de As Montanhas Rochosas, Pico Lander.

O pintor de paisagens da Hudson River School Albert Bierstadt (1830-1902) nasceu na Alemanha e mesmo tendo mudado-se com sua família para New Bedford, no estado de Massachusetts, quando tinha dois anos, passou muitos dos seus anos de formação na Europa. Ele fez sua estréia numa exibição em 1858, contudo seu sucesso só veio depois de uma expedição feita por ele no ano seguinte. Na primavera de 1859, Bierstadt juntou-se à Honey Road Survey Party, comandada pelo então coronel Frederick W. Lander, onde viajou até a Cordilheira do Rio Wind e fez estudos para diversas pinturas pelo caminho. Bierstadt, que possuía o hábito de fazer grandes preparações para suas pinturas, chegando a fazer cinquenta esboços para apenas uma pintura na ocasião, ficou impressionado com a paisagem que encontrou pelo caminho, chegando a descrever as Montanhas Rochosas como "o melhor material no mundo para um artista". Em 1860, ele exibiu Base of the Rocky Mountains, Laramie Peak na Academia Nacional de Desenho Estadunidense, contudo seu sucesso só veio em 1863, quando ele exibiu The Rocky Mountains, Lander's Peak no Tenth Street Studio Building, onde também era dono de um ateliê.

## Composição
A pintura mostra o Pico Lander, uma montanha com seu pico localizado a 3 187 metros de altura na Cordilheira Wyoming, no estado estadunidense do Wyoming. O pico foi nomeado em homenagem a Frederick W. Lander, após este morrer lutando na Guerra de Secessão, por uma iniciativa de Albert Bierstadt.

## Recepção

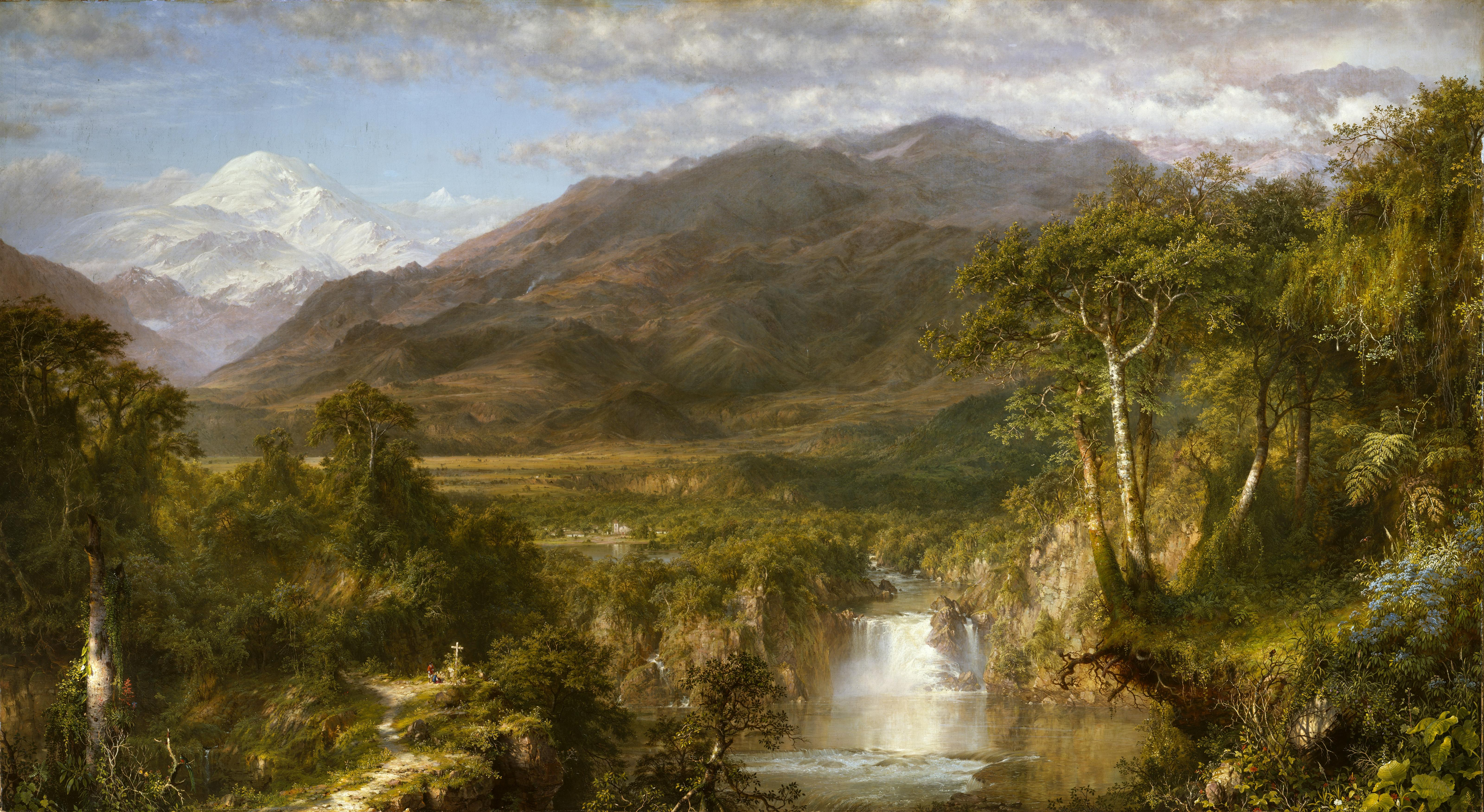
O Coração dos Andes, pintura de Frederic Edwin Church comparada com O Pico Lander.

As Montanhas Rochosas, Pico Lander foi um sucesso imediato; mil e duzentas pessoas foram convidadas convidadas para sua exibição, e quase mil compareceram. Bierstadt era um perspicaz auto-promotor, assim como um talentoso artista, e esta foi a primeira de suas pinturas a ser largamente promovida com uma exibição de apenas uma pintura, acompanhada de folhetos, gravuras e uma turnê. A pintura, com seus três metros de largura, foi planejada para ser exibida nas casas de milionários emergentes dos Estados Unidos e em salas e exibição. Em 1865, foi vendida pelo então alto de preço de 25 mil dólares ao empresário britânico James McHenry. Contudo, Bierstadt a comprou de volta, e deu ou vendeu a pintura para seu irmão Edward, antes que fosse adquirida pelo Museu Metropolitano de Arte em 1907.
A obra ainda foi comparada à pintura contemporânea The Heart of the Andes, do norte-americano Frederic Edwin Church, um dos maiores rivais do artista quando se trata de composição de paisagem. Ambas as telas representam duas cadeias de montanhas que abrangem a América do Norte e a América do Sul.
Em uma exposição do Museu Metropolitano de Arte de Nova Iorque, realizada em 1864 para a arrecadação de dinheiro e recursos para a guerra, as pinturas foram exibidas de lados opostos. Hoje, elas continuam expostas no mesmo museu, também em paredes opostas.
A maioria das críticas da obra foram positivas; uma, em especial, se referiu à pintura como “sem dúvidas uma das melhores paisagens pintadas neste país”, acrescentando que “seus méritos artísticos, em alguns aspectos, são inigualáveis, tendo a vantagem de ser uma pintura representativa de uma parte do cenário mais sublime e lindo do continente americano”.

A obra ainda venceu um prêmio na Exposição Internacional de Paris, em 1867. Na mesma época, também foram ouvidas algumas críticas negativas; em particular, alguns Pré-Rafaelitas disseram que a pintura deixou a desejar. Além deles, outro crítico fez a seguinte afirmação: “Se as marcas feitas de escova tivessem, por mãos artísticas, sido feitas para mostrar os defeitos e as rochas acidentada, mas nós só temos uma quantidade pequena de geologia e muita cerda”.